# Liste der Bodendenkmale in Puls
In der Liste der Bodendenkmale in Puls sind die Bodendenkmale der Gemeinde Puls nach dem Stand der Bodendenkmalliste des Archäologischen Landesamts Schleswig-Holstein von 2016 aufgelistet.
| Denkmal-ID           | Befundart          | Bezeichnung           | Zeitstellung | Lage | Bemerkungen | Bild |
| -------------------- | ------------------ | --------------------- | ------------ | ---- | ----------- | ---- |
| aKD-ALSH-Nr. 004 750 | Grabmal > Langbett | Langbett/Steinreihe 1 | Neolithikum  |      |             |      |